# Fissidens darwinianus
Fissidens darwinianus är en bladmossart som beskrevs av Catcheside och Stone 1988. Fissidens darwinianus ingår i släktet fickmossor, och familjen Fissidentaceae. Inga underarter finns listade i Catalogue of Life.